# 反町誠一
反町 誠一（そりまち せいいち、1917年5月3日 - 1990年12月4日）は、日本の経営者。東京都出身。

## 経歴
1947年に京都大学経済学部を卒業し、同年に大東京火災海上保険に入社。1962年6月に取締役に就任し、1964年6月に常務、1966年4月に専務を経て、1970年6月に副社長に就任し、1976年7月には社長に昇格。1982年11月に会長に就任。
1979年11月に藍綬褒章を受章。
1990年12月4日急性心不全のために死去。73歳没。